# Hoge Blekker
Le Hoge Blekker (Ôogn Blekker en flamand occidental) est la plus haute dune de Belgique, culminant à 32 mètres. Elle est située dans le domaine naturel de Doornpanne, dans la commune de Coxyde, en province de Flandre-Occidentale.

## Situation
Le Hoge Blekker se situe le long de la route entre Koksijde-Bad (Coxyde-les-bains) et Koksijde-Dorp (Coxyde village).

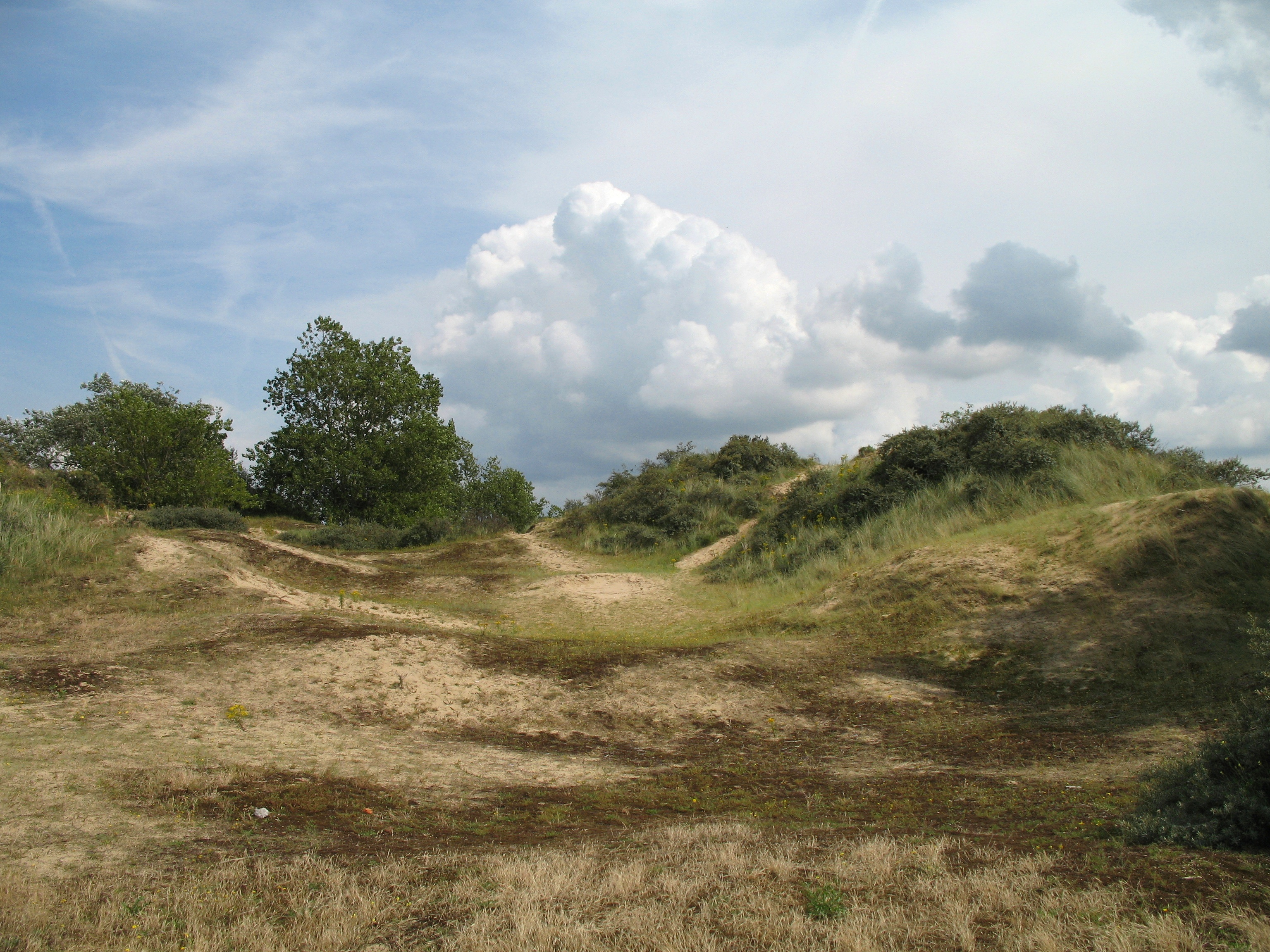
Le Hoge Blekker, dans le domaine de Doornpanne.